# Герб Чакырского наслега (Амгинский улус)
Герб муниципального образования сельское поселение «Чакырский наслег» Амгинского улуса Республики Саха (Якутия) Российской Федерации.
Герб утверждён Решением 3-й сессии Чакырского наслежного Совета № 14 от 1 апреля 2009 года.
Герб внесён в Государственный геральдический регистр Российской Федерации под регистрационным номером 6591.

## Описание герба
«В лазоревом поле с выпуклой золотой оконечностью поверх всего два танцующих навстречу друг другу серебряных стерха с червлёными ногами, клювами и щеками и чёрными концами крыльев, между которыми в поле пониженная червлёная, окаймлённая золотом натуральная лилия, зелёный стебель которой весь лежит в оконечности и произрастает из одного корня с зелёными стеблями земляники, расходящимися в стороны от стебля и имеющими зелёные листья, серебряные с золотыми сердцевинами цветы и червлёные ягоды».